# فهرست بازیکنان تیم ملی فوتبال اسپانیا
این مقاله فهرستی است از بازیکنان تیم ملی فوتبال اسپانیا که بیش از ۲۰ بازی ملی دارند.

## فهرست
| رتبه | بازیکن                              | سال       | بازی | گل            | افتخارات                                                                        |
| ---- | ----------------------------------- | --------- | ---- | ------------- | ------------------------------------------------------------------------------- |
| ۱    | سرخیو راموس                         | ۲۰۰۵–۲۰۲۱ | ۱۸۰  | ۲۳            | جام ملت‌های اروپا ۲۰۰۸, جام جهانی فوتبال ۲۰۱۰, جام ملت‌های اروپا ۲۰۱۲             |
| ۲    | ایکر کاسیاس                         | 2000–2016 | ۱۶۷  | 93 (Conceded) | جام ملت‌های اروپا ۲۰۰۸, جام جهانی فوتبال ۲۰۱۰, جام ملت‌های اروپا ۲۰۱۲             |
| ۳    | سرخیو بوسکتس                        | ۲۰۰۹–۲۰۲۲ | ۱۴۳  | ۲             | جام جهانی فوتبال ۲۰۱۰, جام ملت‌های اروپا ۲۰۱۲                                    |
| ۴    | ژاوی هرناندز                        | ۲۰۰۰–۲۰۱۴ | ۱۳۳  | ۱۲            | جام ملت‌های اروپا ۲۰۰۸, جام جهانی فوتبال ۲۰۱۰, جام ملت‌های اروپا ۲۰۱۲             |
| ۵    | آندرس اینیستا                       | ۲۰۰۶–۲۰۱۸ | ۱۳۱  | ۱۴            | جام ملت‌های اروپا ۲۰۰۸, جام جهانی فوتبال ۲۰۱۰, جام ملت‌های اروپا ۲۰۱۲             |
| ۶    | آندونی زوبیزارتا                    | ۱۹۸۵–۱۹۹۸ | ۱۲۶  | 99 (Conceded) |                                                                                 |
| ۷    | داوید سیلوا                         | ۲۰۰۶–۲۰۱۸ | ۱۲۵  | ۳۵            | جام ملت‌های اروپا ۲۰۰۸, جام جهانی فوتبال ۲۰۱۰, جام ملت‌های اروپا ۲۰۱۲             |
| ۸    | ژابی آلونسو                         | ۲۰۰۳–۲۰۱۴ | ۱۱۴  | ۱۶            | جام ملت‌های اروپا ۲۰۰۸, جام جهانی فوتبال ۲۰۱۰, جام ملت‌های اروپا ۲۰۱۲             |
| ۹    | سسک فابرگاس                         | ۲۰۰۶–۲۰۱۶ | ۱۱۰  | ۱۵            | جام ملت‌های اروپا ۲۰۰۸, جام جهانی فوتبال ۲۰۱۰, جام ملت‌های اروپا ۲۰۱۲             |
| =    | فرناندو تورس                        | ۲۰۰۳–۲۰۱۴ | ۱۱۰  | ۳۸            | جام ملت‌های اروپا ۲۰۰۸, جام جهانی فوتبال ۲۰۱۰, جام ملت‌های اروپا ۲۰۱۲             |
| ۱۱   | رائول                               | ۱۹۹۶–۲۰۰۶ | ۱۰۲  | ۴۴            |                                                                                 |
| =    | جرارد پیکه                          | ۲۰۰۹–۲۰۱۸ | ۱۰۲  | ۵             | جام جهانی فوتبال ۲۰۱۰, جام ملت‌های اروپا ۲۰۱۲                                    |
| ۱۳   | کارلس پویول                         | ۲۰۰۰–۲۰۱۳ | ۱۰۰  | ۳             | جام ملت‌های اروپا ۲۰۰۸, جام جهانی فوتبال ۲۰۱۰                                    |
| ۱۴   | داوید ویا                           | ۲۰۰۵–۲۰۱۷ | ۹۸   | ۵۹            | جام ملت‌های اروپا ۲۰۰۸, جام جهانی فوتبال ۲۰۱۰                                    |
| ۱۵   | جوردی آلبا                          | ۲۰۱۱–۲۰۲۳ | ۹۳   | ۹             | جام ملت‌های اروپا ۲۰۱۲, مرحله نهایی لیگ ملت‌های اروپا ۲۰۲۳                        |
| ۱۶   | فرناندو ئیه‌رو                       | ۱۹۸۹–۲۰۰۲ | ۸۹   | ۲۹            |                                                                                 |
| ۱۷   | خوزه آنتونیو کاماچو                 | ۱۹۷۵–۱۹۸۸ | ۸۱   | ۰             |                                                                                 |
| =    | سانتی کازورلا                       | ۲۰۰۸–۲۰۱۹ | ۸۱   | ۱۵            | جام ملت‌های اروپا ۲۰۰۸, جام ملت‌های اروپا ۲۰۱۲                                    |
| ۱۹   | رافائل گوردیو                       | ۱۹۷۸–۱۹۸۸ | ۷۵   | ۳             |                                                                                 |
| ۲۰   | آلوارو موراتا                       | ۲۰۱۴–     | ۷۱   | ۳۴            | مرحله نهایی لیگ ملت‌های اروپا ۲۰۲۳                                               |
| ۲۱   | کوکه (بازیکن فوتبال، زاده ۱۹۹۲)     | ۲۰۱۳–۲۰۲۲ | ۷۰   | ۰             |                                                                                 |
| ۲۲   | امیلیو بوتراگوئنو                   | ۱۹۸۴–۱۹۹۲ | ۶۹   | ۲۶            |                                                                                 |
| =    | کارلوس مارچنا                       | ۲۰۰۲–۲۰۱۱ | ۶۹   | ۲             | جام ملت‌های اروپا ۲۰۰۸, جام جهانی فوتبال ۲۰۱۰                                    |
| ۲۴   | لوییس آرکونادا                      | ۱۹۷۷–۱۹۸۵ | ۶۸   | 63 (Conceded) |                                                                                 |
| ۲۵   | میشل (بازیکن فوتبال)                | ۱۹۸۵–۱۹۹۲ | ۶۶   | ۲۱            |                                                                                 |
| ۲۶   | پدرو رودریگز                        | ۲۰۱۰–۲۰۱۷ | ۶۵   | ۱۷            | جام جهانی فوتبال ۲۰۱۰, جام ملت‌های اروپا ۲۰۱۲                                    |
| ۲۷   | لوییس انریکه                        | ۱۹۹۱–۲۰۰۲ | ۶۲   | ۱۲            | طلا فوتبال در بازی‌های المپیک تابستانی ۱۹۹۲                                      |
| =    | میگل آنخل نادال                     | ۱۹۹۱–۲۰۰۲ | ۶۲   | ۳             |                                                                                 |
| ۲۹   | خوان کاپدویلا                       | ۲۰۰۲–۲۰۱۱ | ۶۰   | ۴             | جام ملت‌های اروپا ۲۰۰۸, جام جهانی فوتبال ۲۰۱۰                                    |
| =    | ویکتور مونیوز                       | ۱۹۸۱–۱۹۸۸ | ۶۰   | ۳             |                                                                                 |
| ۳۱   | رائول آلبیول                        | ۲۰۰۷–۲۰۲۱ | ۵۸   | ۰             | جام ملت‌های اروپا ۲۰۰۸, جام جهانی فوتبال ۲۰۱۰, جام ملت‌های اروپا ۲۰۱۲             |
| ۳۲   | آلوارو آربه‌لوآ                      | ۲۰۰۸–۲۰۱۳ | ۵۶   | ۰             | جام ملت‌های اروپا ۲۰۰۸, جام جهانی فوتبال ۲۰۱۰, جام ملت‌های اروپا ۲۰۱۲             |
| =    | سرجی بارخوان                        | ۱۹۹۴–۲۰۰۲ | ۵۶   | ۱             |                                                                                 |
| =    | خولیو سالیناس                       | ۱۹۸۶–۱۹۹۶ | ۵۶   | ۲۲            |                                                                                 |
| =    | کارلوس سانتیانا                     | ۱۹۷۵–۱۹۸۵ | ۵۶   | ۱۵            |                                                                                 |
| ۳۶   | رافائل آلکورتا                      | ۱۹۹۰–۱۹۹۸ | ۵۴   | ۰             |                                                                                 |
| =    | آبلاردو فرناندز                     | ۱۹۹۱–۲۰۰۱ | ۵۴   | ۳             | طلا فوتبال در بازی‌های المپیک تابستانی ۱۹۹۲                                      |
| ۳۸   | خوسبا اچبریا                        | ۱۹۹۷–۲۰۰۴ | ۵۳   | ۱۲            |                                                                                 |
| =    | میشل سالگادو                        | ۱۹۹۸–۲۰۰۶ | ۵۳   | ۰             |                                                                                 |
| ۴۰   | خسوس ناواس                          | ۲۰۰۹–     | ۵۱   | ۵             | جام جهانی فوتبال ۲۰۱۰, جام ملت‌های اروپا ۲۰۱۲, مرحله نهایی لیگ ملت‌های اروپا ۲۰۲۳ |
| =    | داوید آلبلدا                        | ۲۰۰۱–۲۰۰۸ | ۵۱   | ۰             |                                                                                 |
| =    | خواکین سانچز                        | ۲۰۰۲–۲۰۰۷ | ۵۱   | ۴             |                                                                                 |
| ۴۳   | رودری (بازیکن فوتبال، زاده ۱۹۹۶)    | ۲۰۱۸–     | ۴۹   | ۳             | مرحله نهایی لیگ ملت‌های اروپا ۲۰۲۳                                               |
| =    | خوزه آنخل ایریبار                   | ۱۹۶۴–۱۹۷۶ | ۴۹   | 42 (Conceded) | جام ملت‌های اروپا ۱۹۶۴                                                           |
| ۴۵   | مانوئل سانچز                        | ۱۹۸۶–۱۹۹۲ | ۴۸   | ۱             |                                                                                 |
| ۴۶   | پپ گواردیولا                        | ۱۹۹۲–۲۰۰۰ | ۴۷   | ۵             | طلا فوتبال در بازی‌های المپیک تابستانی ۱۹۹۲                                      |
| =    | ایوان هلگوئرا                       | ۱۹۹۸–۲۰۰۴ | ۴۷   | ۳             |                                                                                 |
| =    | فرناندو مورینتس                     | ۱۹۹۸–۲۰۰۷ | ۴۷   | ۲۷            |                                                                                 |
| ۴۹   | تیاگو آلکانتارا                     | ۲۰۱۱–۲۰۲۱ | ۴۶   | ۲             |                                                                                 |
| =    | سانتیاگو کانیایزارس                 | ۱۹۹۳–۲۰۰۶ | ۴۶   | 26 (Conceded) | طلا فوتبال در بازی‌های المپیک تابستانی ۱۹۹۲                                      |
| =    | خوان کارلوس والرون                  | ۱۹۹۸–۲۰۰۵ | ۴۶   | ۵             |                                                                                 |
| =    | ریکاردو زامورا                      | ۱۹۲۰–۱۹۳۶ | ۴۶   | 42 (Conceded) |                                                                                 |
| ۵۳   | داوید د خیا                         | ۲۰۱۴–۲۰۲۰ | ۴۵   | 36 (Conceded) |                                                                                 |
| ۵۴   | سزار آزپیلیکوئتا                    | ۲۰۱۳–۲۰۲۲ | ۴۴   | ۱             |                                                                                 |
| ۵۵   | دنی کارواخال                        | ۲۰۱۴–     | ۴۳   | ۰             | مرحله نهایی لیگ ملت‌های اروپا ۲۰۲۳                                               |
| =    | روبن باراخا                         | ۲۰۰۰–۲۰۰۵ | ۴۳   | ۷             |                                                                                 |
| =    | فرانسیسکو خنتو                      | ۱۹۵۵–۱۹۶۹ | ۴۳   | ۵             |                                                                                 |
| ۵۸   | آمانسیو آمارو                       | ۱۹۶۲–۱۹۷۴ | ۴۲   | ۱۱            | جام ملت‌های اروپا ۱۹۶۴                                                           |
| =    | ریکاردو گایگو                       | ۱۹۸۲–۱۹۸۸ | ۴۲   | ۲             |                                                                                 |
| ۶۰   | خوان مانوئل آسنسی                   | ۱۹۶۹–۱۹۸۰ | ۴۱   | ۷             |                                                                                 |
| =    | خولن گوئررو                         | ۱۹۹۳–۲۰۰۰ | ۴۱   | ۱۳            |                                                                                 |
| =    | خوان ماتا                           | ۲۰۰۹–۲۰۱۶ | ۴۱   | ۱۰            | جام جهانی فوتبال ۲۰۱۰, جام ملت‌های اروپا ۲۰۱۲                                    |
| =    | خوزه مارتینز                        | ۱۹۶۶–۱۹۷۸ | ۴۱   | ۱۶            |                                                                                 |
| =    | خوان آنتونیو سنیور                  | ۱۹۸۲–۱۹۸۸ | ۴۱   | ۶             |                                                                                 |
| ۶۵   | فران تورس                           | ۲۰۲۰–     | ۴۰   | ۱۸            |                                                                                 |
| =    | گایزکا مندیتا                       | ۱۹۹۹–۲۰۰۲ | ۴۰   | ۸             |                                                                                 |
| ۶۷   | اونای سیمون                         | ۲۰۲۰–     | ۳۹   | 30 (Conceded) | مرحله نهایی لیگ ملت‌های اروپا ۲۰۲۳                                               |
| =    | آندونی گویکوتکسا                    | ۱۹۸۳–۱۹۸۸ | ۳۹   | ۴             |                                                                                 |
| ۶۹   | آلفونسو پرز                         | ۱۹۹۲–۲۰۰۰ | ۳۸   | ۱۱            | طلا فوتبال در بازی‌های المپیک تابستانی ۱۹۹۲                                      |
| =    | ایسکو                               | ۲۰۱۳–۲۰۱۹ | ۳۸   | ۱۲            |                                                                                 |
| =    | مارکو آسنسیو                        | ۲۰۱۶–     | ۳۸   | ۲             | مرحله نهایی لیگ ملت‌های اروپا ۲۰۲۳                                               |
| =    | رافائل مارتین باسکس                 | ۱۹۸۷–۱۹۹۲ | ۳۸   | ۱             |                                                                                 |
| =    | ویکنته رودریگز                      | ۲۰۰۱–۲۰۰۵ | ۳۸   | ۳             |                                                                                 |
| ۷۴   | گیرمو آمور                          | ۱۹۹۰–۱۹۹۸ | ۳۷   | ۴             |                                                                                 |
| ۷۵   | آلبرت فرر                           | ۱۹۹۱–۱۹۹۹ | ۳۶   | ۰             | طلا فوتبال در بازی‌های المپیک تابستانی ۱۹۹۲                                      |
| =    | فرانسیسکو فرناندز                   | ۱۹۶۶–۱۹۷۳ | ۳۶   | ۰             | جام ملت‌های اروپا ۱۹۶۴                                                           |
| =    | یون آندونی گویکوتکسا                | ۱۹۹۰–۱۹۹۶ | ۳۶   | ۴             |                                                                                 |
| =    | آنتونیو ماکدا                       | ۱۹۸۱–۱۹۸۶ | ۳۶   | ۸             |                                                                                 |
| =    | پپه رینا                            | ۲۰۰۵–۲۰۱۷ | ۳۶   | 21 (Conceded) | جام ملت‌های اروپا ۲۰۰۸, جام جهانی فوتبال ۲۰۱۰, جام ملت‌های اروپا ۲۰۱۲             |
| ۸۰   | فرانسیسکو خوزه کاراسکو              | ۱۹۷۹–۱۹۸۸ | ۳۵   | ۵             |                                                                                 |
| =    | انریکه کاسترو                       | ۱۹۷۰–۱۹۸۲ | ۳۵   | ۸             |                                                                                 |
| =    | آنتونی رامالتس                      | ۱۹۵۰–۱۹۶۱ | ۳۵   | 50 (Conceded) |                                                                                 |
| ۸۳   | خوان گومز                           | ۱۹۷۶–۱۹۸۲ | ۳۴   | ۸             |                                                                                 |
| =    | خوزه رامون الکسانکو                 | ۱۹۷۸–۱۹۸۲ | ۳۴   | ۴             |                                                                                 |
| =    | خولیو آلبرتو مورنو                  | ۱۹۸۴–۱۹۸۸ | ۳۴   | ۰             |                                                                                 |
| ۸۶   | دنی اولمو                           | ۲۰۱۹–     | ۳۳   | ۸             | مرحله نهایی لیگ ملت‌های اروپا ۲۰۲۳                                               |
| =    | آگوستین گاینزا                      | ۱۹۴۵–۱۹۵۵ | ۳۳   | ۱۰            |                                                                                 |
| ۸۸   | میگوئلی برناردو                     | ۱۹۷۴–۱۹۸۰ | ۳۲   | ۱             |                                                                                 |
| =    | خسوس ماریا ساتروستگوی               | ۱۹۷۵–۱۹۸۲ | ۳۲   | ۸             |                                                                                 |
| =    | لوییس سوارز میرامونتس               | ۱۹۵۷–۱۹۷۲ | ۳۲   | ۱۴            | جام ملت‌های اروپا ۱۹۶۴                                                           |
| ۹۱   | آلفردو دی استفانو                   | ۱۹۵۷–۱۹۶۱ | ۳۱   | ۲۳            |                                                                                 |
| ۹۲   | خوزه ماری باکرو                     | ۱۹۸۷–۱۹۹۴ | ۳۰   | ۷             |                                                                                 |
| =    | خسوس ماریا زامورا                   | ۱۹۷۸–۱۹۸۲ | ۳۰   | ۳             |                                                                                 |
| ۹۴   | روبرت فرناندز                       | ۱۹۸۲–۱۹۹۱ | ۲۹   | ۲             |                                                                                 |
| =    | خسوس گارای                          | ۱۹۵۳–۱۹۶۲ | ۲۹   | ۱             |                                                                                 |
| ۹۶   | ایمریک لاپورت                       | ۲۰۲۱–     | ۲۸   | ۱             | مرحله نهایی لیگ ملت‌های اروپا ۲۰۲۳                                               |
| =    | میکل اویارزابال                     | ۲۰۱۶–     | ۲۸   | ۷             |                                                                                 |
| =    | رودریگو (بازیکن فوتبال)             | ۲۰۱۴–     | ۲۸   | ۸             | مرحله نهایی لیگ ملت‌های اروپا ۲۰۲۳                                               |
| =    | مانول سانچز                         | ۱۹۸۸–۱۹۹۲ | ۲۸   | ۹             |                                                                                 |
| =    | خنار آندرینوا                       | ۱۹۸۷–۱۹۹۰ | ۲۸   | ۲             |                                                                                 |
| =    | مارکوس سنا                          | ۲۰۰۶–۲۰۱۰ | ۲۸   | ۱             | جام ملت‌های اروپا ۲۰۰۸                                                           |
| =    | خوان کروز سول                       | ۱۹۷۰–۱۹۷۶ | ۲۸   | ۱             |                                                                                 |
| =    | آگوستین آرانزابال                   | ۱۹۹۵–۲۰۰۳ | ۲۸   | ۰             |                                                                                 |
| ۱۰۴  | پابلو سارابیا                       | ۲۰۱۹–     | ۲۷   | ۹             |                                                                                 |
| =    | گابی (بازیکن فوتبال)                | ۲۰۲۱–     | ۲۷   | ۵             | مرحله نهایی لیگ ملت‌های اروپا ۲۰۲۳                                               |
| =    | میگول تندییو                        | ۱۹۸۰–۱۹۸۸ | ۲۷   | ۱             |                                                                                 |
| ۱۰۷  | خوان گوتیهررز (خوانیتو)             | ۲۰۰۲–۲۰۰۸ | ۲۶   | ۳             | جام ملت‌های اروپا ۲۰۰۸                                                           |
| =    | کیکو                                | ۱۹۹۲–۱۹۹۸ | ۲۶   | ۵             | طلا فوتبال در بازی‌های المپیک تابستانی ۱۹۹۲                                      |
| =    | چندو                                | ۱۹۸۶–۱۹۹۰ | ۲۶   | ۰             |                                                                                 |
| =    | فلیکیانو ریوییا                     | ۱۹۶۰–۱۹۶۵ | ۲۶   | ۰             | جام ملت‌های اروپا ۱۹۶۴                                                           |
| ۱۱۱  | خاسینتو کوینکوکس                    | ۱۹۲۸–۱۹۳۶ | ۲۵   | ۰             |                                                                                 |
| =    | لویس رگویرو                         | ۱۹۲۷–۱۹۳۶ | ۲۵   | ۱۶            |                                                                                 |
| =    | دانی (بازیکن فوتبال، زاده ۱۹۵۱)     | ۱۹۷۷–۱۹۸۱ | ۲۵   | ۱۰            |                                                                                 |
| =    | خوان سگاررا                         | ۱۹۵۱–۱۹۶۲ | ۲۵   | ۰             |                                                                                 |
| =    | ایسمائل اورزایز                     | ۱۹۹۶–۲۰۰۱ | ۲۵   | ۸             |                                                                                 |
| =    | ایگناسیو زوکو                       | ۱۹۶۱–۱۹۶۹ | ۲۵   | ۱             | جام ملت‌های اروپا ۱۹۶۴                                                           |
| ۱۱۷  | پائو تورس                           | ۲۰۱۹–     | ۲۴   | ۱             |                                                                                 |
| =    | ناچو (بازیکن فوتبال)                | ۲۰۱۳–     | ۲۴   | ۱             | مرحله نهایی لیگ ملت‌های اروپا ۲۰۲۳                                               |
| =    | دیگو کوستا                          | ۲۰۱۴–۲۰۱۸ | ۲۴   | ۱۰            |                                                                                 |
| =    | فرناندو یورنته                      | ۲۰۰۸–۲۰۱۳ | ۲۴   | ۷             | جام جهانی فوتبال ۲۰۱۰, جام ملت‌های اروپا ۲۰۱۲                                    |
| ۱۲۱  | خوزه کلارامونت                      | ۱۹۶۸–۱۹۷۵ | ۲۳   | ۴             |                                                                                 |
| =    | پابلو ایبانیز                       | ۲۰۰۴–۲۰۰۸ | ۲۳   | ۰             |                                                                                 |
| =    | آنتونیو پوچادس                      | ۱۹۴۹–۱۹۵۴ | ۲۳   | ۰             |                                                                                 |
| =    | انریکه ساورا                        | ۱۹۷۸–۱۹۸۲ | ۲۳   | ۴             |                                                                                 |
| ۱۲۵  | فابیان رویز                         | ۲۰۱۹–     | ۲۲   | ۱             | مرحله نهایی لیگ ملت‌های اروپا ۲۰۲۳                                               |
| =    | خوزه لوییس گایا                     | ۲۰۱۸–     | ۲۲   | ۳             |                                                                                 |
| =    | ناچو مونرئال                        | ۲۰۰۹–۲۰۱۸ | ۲۲   | ۱             |                                                                                 |
| =    | مارکوس آلونسو پنیا                  | ۱۹۸۱–۱۹۸۵ | ۲۲   | ۱             |                                                                                 |
| =    | استانیسلاو باسورا                   | ۱۹۴۹–۱۹۵۷ | ۲۲   | ۱۳            |                                                                                 |
| =    | تکسیکی بگیریستین                    | ۱۹۸۸–۱۹۹۴ | ۲۲   | ۶             |                                                                                 |
| =    | گرگوریو بنیتو                       | ۱۹۷۱–۱۹۷۸ | ۲۲   | ۰             |                                                                                 |
| =    | خوانفران (بازیکن فوتبال، زاده ۱۹۸۵) | ۲۰۱۲–۲۰۱۶ | ۲۲   | ۱             | جام ملت‌های اروپا ۲۰۱۲                                                           |
| =    | خوان آنتونیو پیزی                   | ۱۹۹۴–۱۹۹۸ | ۲۲   | ۸             |                                                                                 |
| =    | هیپولیتو رینکون                     | ۱۹۸۳–۱۹۸۶ | ۲۲   | ۱۰            |                                                                                 |
| =    | آنتونیو آفونسو                      | ۱۹۶۷–۱۹۷۲ | ۲۲   | ۰             |                                                                                 |
| =    | آنجل ماریا وییار                    | ۱۹۷۳–۱۹۷۹ | ۲۲   | ۳             |                                                                                 |
| ۱۳۷  | اینیگو مارتینز                      | ۲۰۱۳–     | ۲۱   | ۱             |                                                                                 |
| =    | آلوارو نگردو                        | ۲۰۰۹–۲۰۱۳ | ۲۱   | ۱۰            | جام ملت‌های اروپا ۲۰۱۲                                                           |
| =    | خوزه لوییس کامینرو                  | ۱۹۹۳–۱۹۹۶ | ۲۱   | ۸             |                                                                                 |
| =    | دنیل گیزا                           | ۲۰۰۷–۲۰۱۰ | ۲۱   | ۶             | جام ملت‌های اروپا ۲۰۰۸                                                           |
| =    | خوزه آنتونیو ریس                    | ۲۰۰۳–۲۰۰۶ | ۲۱   | ۴             |                                                                                 |
| =    | پدرو مونیتیس                        | ۱۹۹۹–۲۰۰۲ | ۲۱   | ۲             |                                                                                 |
| =    | جوزپ سامیتیر                        | ۱۹۲۰–۱۹۳۱ | ۲۱   | ۲             |                                                                                 |
| =    | خوزه ماریا پنیا                     | ۱۹۲۱–۱۹۳۰ | ۲۱   | ۱             |                                                                                 |
| =    | پاکو خمز                            | ۱۹۹۸–۲۰۰۱ | ۲۱   | ۰             |                                                                                 |
| ۱۴۶  | میکل مرینو                          | ۲۰۲۰–     | ۲۰   | ۱             | مرحله نهایی لیگ ملت‌های اروپا ۲۰۲۳                                               |
| =    | یاگو آسپاس                          | ۲۰۱۶–     | ۲۰   | ۶             |                                                                                 |
| =    | تلمو زارا                           | ۱۹۴۵–۱۹۵۱ | ۲۰   | ۲۰            |                                                                                 |
| =    | میگول آنجل آلونسو                   | ۱۹۸۰–۱۹۸۲ | ۲۰   | ۱             |                                                                                 |
| =    | فرانسیسکو لوپز                      | ۱۹۸۲–۱۹۸۶ | ۲۰   | ۱             |                                                                                 |
| =    | فرانسیسکو گامبورنا                  | ۱۹۲۱–۱۹۳۳ | ۲۰   | ۰             |                                                                                 |
| =    | خسوس گلاریا                         | ۱۹۶۲–۱۹۶۹ | ۲۰   | ۰             |                                                                                 |
| =    | سورینو ریخا                         | ۱۹۶۲–۱۹۶۷ | ۲۰   | ۰             | جام ملت‌های اروپا ۱۹۶۴                                                           |
| =    | ویکتور والدز                        | ۲۰۱۰–۲۰۱۴ | ۲۰   | 9 (Conceded)  | جام جهانی فوتبال ۲۰۱۰, جام ملت‌های اروپا ۲۰۱۲                                    |